# Lévignac-de-Guyenne
Lévignac-de-Guyenne är en kommun i departementet Lot-et-Garonne i regionen Nouvelle-Aquitaine i sydvästra Frankrike. Kommunen ligger i kantonen Seyches som tillhör arrondissementet Marmande. År 2022 hade Lévignac-de-Guyenne 678 invånare.

## Befolkningsutveckling
Antalet invånare i kommunen Lévignac-de-Guyenne
| Referens: INSEE |